# The Sandman (série de televisão)
The Sandman (bra: Sandman; prt: Sandman: Mestre dos Sonhos) é uma série de televisão via streaming norte-americana de drama e fantasia, criada por Allan Heinberg para a Netflix. É baseada na série de histórias em quadrinhos homônima de Neil Gaiman, publicada pela DC Comics, que conta a história de Sonho/Morpheus, uma entidade cósmica que influencia um dos aspectos fundamentais da existência: sonhar. A série é estrelada por Tom Sturridge como o personagem-título, com Boyd Holbrook, Vivienne Acheampong e Patton Oswalt em papéis coadjuvantes.
Os esforços para adaptar The Sandman para o cinema começaram em 1991, mas fracassaram no desenvolvimento por muitos anos. Em 2013, Goyer propôs uma adaptação cinematográfica da série para a Warner Bros., onde Goyer e Gaiman seriam os produtores, juntamente com Joseph Gordon-Levitt, que estrelaria e possivelmente dirigiria. No entanto, Gordon-Levitt saiu devido a diferenças criativas em 2016. Devido ao desenvolvimento prolongado do filme, a Warner Bros. mudou seu foco para a televisão. A Netflix assinou um contrato para produzir a série em junho de 2019 e as filmagens duraram de outubro de 2020 a agosto de 2021. A série recebeu críticas positivas da crítica especializada, com elogios ao elenco, design de produção, figurinos, fidelidade ao material original, efeitos visuais e atuações.
The Sandman estreou em 5 de agosto de 2022, com 10 episódios disponíveis imediatamente. Um episódio adicional foi disponibilizado em 19 de agosto. Em novembro de 2022, a série foi renovada para uma segunda temporada, onde em janeiro de 2025, foi anunciado que a segunda temporada seria a última. Então, a segunda e última temporada estreou em duas partes, em 3 e 24 de julho de 2025, com um episódio bônus marcado para estrear em 31 de julho.

## Elenco e personagens

### Principais
- Tom Sturridge como Lorde Sonho / Morpheus, a personificação dos sonhos e pesadelos, e o soberano do Sonhar.
  - Sturridge também dá voz à versão de Sonho como um gato preto no episódio "O Sonho de Mil Gatos".
- Boyd Holbrook como Corinthian, um pesadelo que escapou do Sonhar e age como um assassino em série, mas na segunda temporada não se entrega aos assassinatos.
- Vivienne Acheampong como Lucienne, a bibliotecária do Sonhar e sua zeladora durante a ausência de Sonho.
- Patton Oswalt como a voz de Matthew, o Corvo, emissário de Sonho que foi humano até morrer durante o sono e reencarnar como corvo por Lucienne.[3]

### Recorrentes
- Jenna Coleman como Johanna Constantine, uma detetive ocultista. Coleman interpreta duas versões da personagem: a descendente nos tempos atuais, baseada em John Constantine, e sua ancestral idêntica do século XVIII, Lady Johanna Constantine.[3][4]
- Sanjeev Bhaskar e Asim Chaudhry como Caim e Abel, moradores do Sonhar baseados nos personagens bíblicos Caim e Abel.
- Nina Wadia, Dinita Gohil e Souad Faress como a Mãe Destino, Donzela Destino e Anciã Destino, a divindade tríplice coletivamente conhecida como as Benevolentes, cujos aspectos também já foram referidos como as Moiras, as Gréias e as Erínias.
- David Thewlis como John Dee (1ª temporada), filho de Cripps e Burgess cuja busca pela "verdade" coloca o mundo em risco. Gaiman descreveu Dee como um personagem "capaz de partir seu coração e manter sua simpatia enquanto o leva aos lugares mais sombrios".[3]
- Clare Higgins como Hettie Louca, uma mulher sem-teto de 280 anos e conhecida de Johanna Constantine.
- Gwendoline Christie como Lucifer Morningstar, soberano do Inferno. A encarnação de Lucifer nesta série se aproxima muito mais da representação original dos quadrinhos do que da série de televisão de 2016 Lucifer. Neil Gaiman observou que seria difícil reconfigurar a versão de Lucifer (interpretada por Tom Ellis) para que se encaixasse de volta em The Sandman.[5]
- Cassie Clare como Mazikeen dos Lilim, uma aliada fiel de Lucifer Morningstar.
- Deborah Oyelade (1ª temporada) e Umulisa Gahiga (2ª temporada) como a Rainha Nada, uma rainha africana pré-histórica que teve um envolvimento amoroso com Sonho.
- Mason Alexander Park como Desejo, a personificação do desejo e irmã/irmão de Sonho.[3]
- Kirby Howell-Baptiste como Morte, a personificação da morte e irmã mais velha, gentil e sábia, de Sonho.[3]
- Ferdinand Kingsley como Hob Gadling, amigo de Sonho que vive há centenas de anos.[6]
- Donna Preston como Desespero, a personificação do desespero, irmã de Sonho e gêmea de Desejo.[3]
- Vanesu Samunyai[a] como Rose Walker, uma jovem que busca seu irmão perdido e acaba se tornando presa do Corinthian.[3][7]
- Razane Jammal como Lyta Hall, amiga de Rose e viúva em luto pela morte do marido.[3]
- Sandra James-Young como Unity Kinkaid (1ª temporada), benfeitora e bisavó de Rose, que acaba de despertar após um sono de um século.[3]
- Stephen Fry como Gilbert / Fiddler's Green, um sonho e a personificação de um local no Sonhar, que aparece como um cavalheiro misterioso e se torna guarda-costas de Rose.[3]
- Eddie Karanja como Jed Walker (1ª temporada), irmão mais novo de Rose e protegido por Gault, que o salva de seu tio abusivo através do Sonhar.  
  - Aryel Tsoto como Jed Walker jovem (1ª temporada)
- Mark Hamill como a voz de Mervyn Pumpkinhead, um zelador fumante inveterado com uma cabeça de abóbora de Halloween.[8] Nicholas Anscombe faz a captura de movimentos para o corpo de Mervyn.
- Esmé Creed-Miles como Delírio (2ª temporada), a personificação do delírio, anteriormente a personificação da alegria, e irmã mais nova de Sonho.
- Adrian Lester como Destino (2ª temporada), a personificação do destino e irmão mais velho de Sonho.
- Ann Skelly como Nuala (2ª temporada), uma fada serva e representante de Faerie.
- Douglas Booth como Cluracan (2ª temporada), irmão de Nuala e um cortesão fada que serve ao rei e à rainha de Faerie.
- Freddie Fox como Loki (2ª temporada), o deus trapaceiro da mitologia nórdica.
- Jack Gleeson como Puck / Robin Goodfellow (2ª temporada), uma fada travessa e namorado de Loki.
- Ruta Gedmintas como Rainha Titânia (2ª temporada), a rainha de Faerie.
- Barry Sloane como Destruição (2ª temporada), a personificação da destruição e irmão de Sonho, que abandonou seu reino e seus deveres.
- Steve Coogan como a voz de Barnabás (2ª temporada), um cão falante e companheiro de Destruição.

### Participações especiais
- Joely Richardson como Ethel Dee (nascida Cripps) / Madame Daudet (1ª temporada), amante de Burgess e mãe de John Dee.[3]
  - Niamh Walsh como Ethel Cripps jovem.[3] (1ª temporada)
- Bill Paterson como Dr. John Hathaway (1ª temporada)
- Charles Dance como Sir Roderick Burgess / Magus (1ª temporada), um ocultista aristocrático.
- Laurie Kynaston como Alex Burgess, filho de Roderick Burgess.
  - Benjamin Evan Ainsworth como Alex Burgess jovem. (1ª temporada)
  - Benedick Blythe (1ª temporada) e Geoffrey Beevers (2ª temporada) como Alex Burgess idoso.
- Christopher Colquhoun como Paul McGuire (1ª temporada), melhor amigo e amante de Alex Burgess.
  - Chris Gordon como Paul McGuire jovem.
  - Tedroy Newell como Paul McGuire idoso (2ª temporada).
- Meera Syal como Erica (1ª temporada), uma vigária conhecida como "Ric the Vic", que busca a ajuda de Johanna Constantine em um caso de possessão demoníaca.
- Sarah Niles como Rosemary (1ª temporada), uma samaritana que ajuda John a recuperar seu rubi.
- Martyn Ford como Squatterbloat (1ª temporada), um guardião dos portões do inferno.
- Munya Chawawa como Choronzon, um duque-demônio do inferno.
- Ernest Kingsley Jr. como Kai'ckul, um aspecto de Sonho visto pelos olhos de Nada.
- Emma Duncan como Bette Munroe (1ª temporada), uma garçonete e uma das vítimas de John Dee.
- Steven Brand como Marsh Janowski (1ª temporada), um cozinheiro e uma das vítimas de John Dee.
- Laurie Davidson como Mark Brewer (1ª temporada), um cliente da lanchonete e uma das vítimas de John Dee.
- Daisy Head como Judy Talbot (1ª temporada), uma cliente da lanchonete e uma das vítimas de John Dee.
- James Udom e Lourdes Faberes como Gary e Kate Fletcher (1ª temporada), dois clientes da lanchonete que se tornam vítimas de John Dee.
- Samuel Blenkin (1ª temporada) e Luke Allen-Gale (2ª temporada) como Will Shaxberd, um aspirante a dramaturgo.
  - Will Keen como William Shakespeare idoso (2ª temporada).
- Lloyd Everitt como Hector Hall (1ª temporada), marido falecido de Lyta, cujo espírito se esconde da Morte no Sonhar.
- Andi Osho como Miranda Walker (1ª temporada), neta de Unity e mãe de Rose e Jed.
- John Cameron Mitchell como Hal Carter (1ª temporada), amigo de Rose e anfitrião da pousada (B&B). Hal também atua como drag queen e artista de cabaré.
- Daisy Badger e Cara Horgan como Chantal e Zelda (1ª temporada), hóspedes da pousada de Hal.
- Lily Travers e Richard Fleeshman como Barbie e Ken (1ª temporada), hóspedes da pousada de Hal.
- Jill Winternitz, Kerry Shale e Danny Kirrane como Bom Doutor, Nimrod e Terra da Diversão (1ª temporada), um trio de assassinos em série que realiza uma convenção disfarçada de "convenção de cereais" para atrair o Corinthiano como palestrante.
- Lisa O'Hare e Sam Hazeldine como Clarice e Barnaby Farrell (1ª temporada), tia e tio de Jed. Barnaby é fisicamente abusivo com Jed. Diferente dos quadrinhos, Clarice não o maltrata e apenas obedece por medo de Barnaby.
- Lenny Henry como:
  - A voz de Martin Tenbones (1ª temporada), uma criatura mágica parecida com um cão que aparece nos sonhos de Barbie.
  - Bernie Capax (2ª temporada), um advogado com 12 mil anos de idade e amigo da Destruição.
- Ann Ogbomo como a voz de Gault (1ª temporada), um pesadelo que deseja se tornar um sonho e protege crianças do abuso. Gault substitui os personagens Brute e Glob dos quadrinhos.
- Lewis Reeves como Philip Sitz (1ª temporada), um blogueiro que finge ser um assassino em série chamado "O Bicho-papão" para aprender a se tornar um.
- Roger Allam (1ª temporada) e Wil Coban (2ª temporada) como Lorde Azazel, um dos Senhores do Inferno. Allam dá voz à sua forma de "abertura esfarrapada no vazio" na primeira temporada, enquanto Coban interpreta sua forma humanoide e também dá voz à sua forma esfarrapada na segunda temporada.
- Nonso Anozie como a voz do Wyvern, um dos Guardas dos Portões da entrada do castelo do Sonho
- Diane Morgan (1ª temporada) e Jo Martin (2ª temporada) como a voz do Grifo, outro Guardião do Portão.
- Tom Wu (1ª temporada) e Paul Rhys (2ª temporada) como a voz do Hipogrifo, também Guardião do Portão.
- Melissanthi Mahut como Calíope, a antiga musa grega da poesia épica, ex-esposa do Sonho e mãe de Orfeu.
- Arthur Darvill como Richard "Ric" Madoc, um escritor em dificuldades que aprisiona Calíope contra sua vontade.
- Derek Jacobi como Erasmus Fry (1ª temporada), um escritor de mitologia grega e primeiro captor de Calíope.
- Clive Russell como Odin (2ª temporada), deus nórdico da guerra e sabedoria e governante de Asgard.
- Laurence O'Fuarain como Thor (2ª temporada), deus nórdico do trovão e filho de Odin.
- Phoebe Nicholls como Taramis (2ª temporada), a chefe de cozinha do Sonhar.
- Olamide Candide-Johnson como Merkin, Mãe das Aranhas (2ª temporada), uma enviada demoníaca de Azazel que produz aranhas por seu ventre e pernas de aranha por seu torso.
- Kristofer Kamiyasu como Susano-o-no-Mikoto (2ª temporada), o kami japonês do mar e das tempestades.
- Andre Flynn como o Servo de Lorde Kilderkin (2ª temporada), um representante sem nome de Kilderkin dos Senhores da Ordem e do Caos, cujas mensagens se manifestam dentro de uma caixa cúbica.
- Lyla Quinn e Sue Muand como Shivering Jemmy (2ª temporada), uma representante dos Senhores da Ordem e do Caos. Quinn a interpreta como uma menina e Muand como uma idosa.
- Jake Fairbrother como Remiel (2ª temporada), um anjo enviado pelo Criador para observar quem receberá de Sonho a chave do Inferno.
- Rilwan Abiola Owokoniran como Duma (2ª temporada), um anjo silencioso e companheiro de Remiel.
- Royce Pierreson como Rei Auberon (2ª temporada), o rei de Faerie.
- Indya Moore como Wanda Mannering (2ª temporada), uma concierge transgênero que trabalha para o deus Pharamond.
- Amber Rose Revah como Ishtar (2ª temporada), deusa Mesopotâmica da guerra e do amor, e antiga amante da Destruição.
- Ruairi O'Connor como Orfeu (2ª temporada), um bardo Trácio filho do Sonho e de Calíope.
- Ella Rumpf como Eurídice (2ª temporada), esposa falecida de Orfeu, condenada ao submundo grego após sua morte prematura.
- Garry Cooper como Hades (2ª temporada), deus grego dos mortos e rei do submundo.
- Antonia Desplat como Perséfone (2ª temporada), deusa grega da primavera, esposa de Hades e rainha do submundo.
- Jonathan Slinger como Maximilien Robespierre (2ª temporada), político francês e figura central do Reino do Terror durante a Revolução Francesa.
- Rufus Sewell como Tempo (2ª temporada), personificação do tempo e pai dos Perpétuos.
- Tanya Moodie como Noite (2ª temporada), personificação da noite e mãe dos Perpétuos.
- Rosie Ede como Sra. Shore (2ª temporada), enfermeira responsável por cuidar de Daniel.
- Jacob Anderson como Daniel Hall (2ª temporada), filho de Lyta Hall e Hector Hall, que é transformado em adulto e se torna o novo Sonho.

O episódio animado "O Sonho de Mil Gatos" conta com as vozes de Sandra Oh como a Gata Siamês Profetisa, Rosie Day como a Gatinha Rajada, David Gyasi como o Gato Cinza, Joe Lycett como o Gato Preto, Neil Gaiman como o Corvo de Caveira, James McAvoy como o Homem de Cabelos Dourados (com captura de movimento por Bruno Aversa), David Tennant como Don (captura por Jeffrey Mundell), Georgia Tennant como Laura Lynn (captura por Louise Williams), Michael Sheen como Paul (captura por Mark Osmond) e Anna Lundberg como Marion (captura por Nicole Evans).
O episódio "Death: The High Cost of Living", além de contar com Kirby Howell-Baptiste (Morte) e Clare Higgins (Hettie Louca) reprisando seus papeis, conta com Colin Morgan como Sexton Furnival, Adwoa Akoto como Amelia, Jade Anouka como Billie, Jonno Davis como Theo, Ellie Mejia como Jackie e Tracy-Ann Oberman como Lennie.

## Episódios
| Temporada | Temporada | Episódios | Episódios            | Originalmente lançado |
| --------- | --------- | --------- | -------------------- | --------------------- |
|           | 1         | 11        | 10                   | 5 de agosto de 2022   |
| 1         | 1         | 11        | 19 de agosto de 2022 |                       |
|           | 2         | 12        | 6                    | 3 de julho de 2025    |
| 5         | 2         | 12        | 24 de julho de 2025  |                       |
| 1         | 2         | 12        | 31 de julho de 2025  |                       |

### 1ª temporada (2022)
| 1 | 1  | "Sleep of the Just" "O Sono dos Justos" (BR/PT)                               | Mike Barker     | Neil Gaiman & David S. Goyer & Allan Heinberg | 5 de agosto de 2022  |
| Em 1915, o aristocrata Roderick Burgess quer capturar a Morte na esperança de obter poderes sobrenaturais. Ao tentar um ritual ocultista para invocar a Morte, Roderick acidentalmente captura o Sonho, também conhecido como Morpheus, uma figura divina que governa o Sonhar (ou Mundo dos Sonhos), a fonte de todos os sonhos. Ele aprisiona Morpheus e rouba os seus totens de poder: um elmo mágico, uma bolsa de areia dos sonhos e um rubi poderoso que torna os sonhos realidade. Isso causa uma epidemia global de "doença do sono" que durará enquanto Morpheus estiver aprisionado. Algum tempo depois, os totens são roubados pela amante de Roderick, Ethel, que foge depois de engravidar. Durante 106 anos, Morpheus permanece em silêncio, preso primeiro por Roderick e depois pelo seu filho mais novo, Alex. Em 2021, Alex é um homem idoso que vive com o seu companheiro, Paul. Depois de Paul "acidentalmente" borrar o anel de runas escrito à volta da jaula de Morpheus, este entra no sonho de um dos guardas adormecidos e foge. Adaptado de The Sandman #1 (“Sleep of the Just”). |    |                                                                               |                 |                                               |                      |
| 2 | 2  | "Imperfect Hosts" "Anfitriões Imperfeitos" (BR/PT)                            | Jamie Childs    | Allan Heinberg                                | 5 de agosto de 2022  |
| Morpheus retorna ao Mundo dos Sonhos e encontra um reino em ruínas que ele não consegue restaurar sem seus totens de poder. Sua bibliotecária, Lucienne, o leva para visitar Caim e Abel. Morpheus os informa que precisa desfazer o sonho de sua gárgula de estimação para reabsorver o poder usado para criá-la. Isso restaura poder suficiente para Morpheus convocar as três Parcas, que ele espera que o ajudem a encontrar seus totens. As Parcas concedem a ele uma pergunta de cada uma, que ele usa para deduzir várias pistas: a bolsa de areia dos sonhos foi vendida a uma exorcista chamada Johanna Constantine, seu elmo foi vendido a um demônio no Inferno e o rubi foi dado ao filho de Ethel, John Dee. De volta ao Sonhar, Abel mostra a Caim um ovo brilhante, aparentemente deixado no túmulo de Abel por Morpheus. Ele eclode em um bebê gárgula que eles chamam de Goldie. Adaptado de The Sandman #2 ("Imperfect Hosts"). |    |                                                                               |                 |                                               |                      |
| 3 | 3  | "Dream a Little Dream of Me" "Sonhe Comigo" (BR) "Sonha Comigo" (PT)          | Jamie Childs    | Jim Campolongo                                | 5 de agosto de 2022  |
| Em busca do retorno da sua areia dos sonhos, Morpheus encontra a exorcista Johanna Constantine, que pretende enviar o demónio Agileth de volta para o Inferno depois de ele ter usado o corpo de Kevin Brody para se casar com a Princesa de Londres. Morpheus investiga um dos pesadelos anteriores de Johanna e vê um exorcismo mal sucedido que levou a sua amiga, Astra Logue, para o Inferno. Juntamente com o seu novo conselheiro corvo, Matthew, Morpheus vai com Johanna visitar a sua ex-namorada, Rachel, que é viciada na areia dos sonhos que a mantém viva. Johanna convence Morpheus a dar descanso a Rachel, e ele o faz, recuperando a sua bolsa. Agora com mais de cem anos, Ethel Cripps mantém a sua juventude usando um amuleto de proteção que obteve numa troca com um demónio do Inferno. Avisada pelo Corinthian de que Morpheus está à procura dos seus totens roubados, Ethel viaja para uma instituição psiquiátrica em Buffalo, Nova Iorque, para visitar o seu filho, John, que está internado lá devido a uma obsessão sombria pelo rubi de Morpheus. John convence-a a ajudá-lo a obter o rubi, e Ethel remove o amuleto de proteção para lhe dar. Ela envelhece imediatamente e morre. John usa o poder do amuleto para escapar da instituição. Adaptado de The Sandman #3 (“Dream a Little Dream of Me”). |    |                                                                               |                 |                                               |                      |
| 4 | 4  | "A Hope in Hell" "Uma Esperança no Inferno" (BR) "Esperança no Inferno" (PT)  | Jamie Childs    | Austin Guzman                                 | 5 de agosto de 2022  |
| Para recuperar o seu elmo, Morpheus desce ao reino do Inferno, onde encontra o seu governante, Lúcifer Morningstar. Ele encontra o demónio Choronzon com o elmo e exige a sua devolução. Choronzon desafia Morpheus para um jogo de inteligência, com o elmo como prémio. Morpheus aceita e decide representar-se a si mesmo no desafio, mas Choronzon engana Morpheus e escolhe Lúcifer como campeão contra Morpheus. Morpheus luta contra Lúcifer e acaba vencendo o desafio invocando a esperança — um conceito que Lúcifer reconhece como imbatível. Choronzon se recusa a entregar o elmo a Morpheus e é jogado da varanda por Lúcifer como punição. Antes de Morpheus deixar o Inferno, Lúcifer jura matá-lo um dia. John Dee recebe ajuda para recuperar o rubi de uma boa samaritana chamada Rosemary, mas não antes de Morpheus descobrir o seu paradeiro. Morpheus também descobre que John sintonizou o rubi com os seus próprios desejos e que ele não obedecerá a mais ninguém. Ao recuperar o rubi, John passa o amuleto de proteção para uma Rosemary aterrorizada, decidindo que não precisa mais dele e poupando a vida dela. Adaptado de The Sandman #4 (“A Hope in Hell”) e #5 (“Passengers”). |    |                                                                               |                 |                                               |                      |
| 5 | 5  | "24/7" "Sem Parar" (BR) "24 Horas por Dia" (PT)                               | Jamie Childs    | Ameni Rozsa                                   | 5 de agosto de 2022  |
| Agora com o rubi em mãos, John refugia-se num restaurante local. Lá, ele usa o poder do rubi para impedir que os clientes e funcionários (e o mundo em geral, mostrado pela televisão) possam mentir numa experiência para ver se um mundo sem mentiras seria melhor, levando-os a desistir das suas aspirações, ceder aos seus desejos básicos e matar-se uns aos outros ou cometer suicídio. Morpheus chega e transporta John para o reino dos sonhos, onde John parece usar o poder do rubi para derrotar Morpheus. Esmagando o rubi na mão, John exulta com a sua vitória antes de Morpheus se revelar e lhe dizer que, ao destruir o rubi, o seu poder foi libertado de volta para o seu verdadeiro mestre, que é Morpheus. John diz que só queria acabar com toda a mentira e traição no mundo, mas Morpheus diz-lhe que as pessoas não podem ter sonhos se só puderem experimentar a verdade. Sem esperanças e sonhos pelos quais as pessoas possam aspirar, a vida não vale a pena ser vivida. Com pena de John, Morpheus devolve-o à instituição, aparentemente num estado de sono prolongado. Noutro lugar, o irmão de Morpheus, Desejo, conspira contra ele. Adaptado de The Sandman #6 (“24 Hours”) e #7 (“Sound and Fury”). |    |                                                                               |                 |                                               |                      |
| 6 | 6  | "The Sound of Her Wings" "O Som de Suas Asas" (BR) "O Som das Suas Asas" (PT) | Mairzee Almas   | Lauren Bello                                  | 5 de agosto de 2022  |
| Agora sem rumo após obter as suas ferramentas, Morpheus recebe a visita da sua irmã Morte e acompanha-a enquanto ela escolta os recém-falecidos para a vida após a morte. A Morte tenta mostrar a Morpheus a possibilidade de encontrar um propósito e realização nas suas funções como governante do Mundo dos Sonhos. Num flashback da Idade Média, Morpheus e a Morte visitam uma taberna onde encontram Hob Gadling, um plebeu que deseja abertamente nunca morrer. A Morte concorda em poupar Gadling pelo tempo que ele desejar. Hob e Morpheus continuam a se encontrar uma vez a cada século, e em uma dessas reuniões eles quase são pegos por um antepassado de Johanna Constantine. Hob afirma que, independentemente dos rumos que sua vida tome, ele ainda não deseja a morte. Hob levanta a hipótese de que Morpheus continua a se encontrar com ele porque é solitário e não tem amigos, o que ofende profundamente Morpheus. Devido à captura de Morpheus por Burgess, ele não pode comparecer ao seu encontro regular com Hob. Quando o local habitual é vendido, Hob escolhe uma nova taberna a um quarteirão de distância, na esperança de que Morpheus o encontre. De volta ao presente, Morpheus vê uma placa que o direciona para "The New Inn". Os dois se reencontram, com Morpheus finalmente reconhecendo Hob como amigo. Em outro lugar, Desejo continua com seus planos. Adaptado de The Sandman #8 (“The Sound of Her Wings”) e #13 (“Men of Good Fortune”). |    |                                                                               |                 |                                               |                      |
| 7 | 7  | "The Doll's House" "Casa de Bonecas" (BR) "A Casa das Bonecas" (PT)           | Andrés Baiz     | Heather Bellson                               | 5 de agosto de 2022  |
| Em 2015, Rose Walker e o seu irmão Jed são separados quando os seus pais se divorciam. Após a morte de ambos os pais, Jed é colocado no sistema de acolhimento familiar em 2021, apesar das tentativas de Rose para localizá-lo e reivindicar a tutela legal. Rose é, sem saber, uma Vortex, um ser que naturalmente atrai e manipula sonhos, e Desejo e a sua irmã gémea Desespero conspiram para usar Rose contra Morpheus. Ciente da natureza de Rose, Morpheus planeia usá-la para rastrear três residentes errantes do Sonhar que ainda estão foragidos: Corinthian, Gault e Fiddler's Green. Rose e a sua amiga Lyta Hall viajam para Inglaterra para se encontrarem com Unity Kinkaid, uma vítima rica recuperada da doença do sono. Unity revela que é a bisavó biológica de Rose. Unity oferece-se para financiar a busca de Rose por Jed, e Rose e Lyta viajam para a Flórida. Incapazes de localizar Jed no mundo dos sonhos ou no mundo real, Lucienne e Morpheus deduzem que Gault separou a consciência de Jed do mundo dos sonhos. Rose aborda Lucienne e Morpheus no mundo dos sonhos para pedir ajuda. Enquanto isso, o Corinthian está à procura de Rose e é convidado como convidado de honra para uma convenção de serial killers pelos assassinos em série Nimrod, Fun Land e The Good Doctor, que tiveram que cometer um crime semelhante para atraí-lo até eles. Adaptado de The Sandman #10 (“The Doll's House”) e #11 (“Moving In”). |    |                                                                               |                 |                                               |                      |
| 8 | 8  | "Playing House" "Brincando de casinha" (BR) "Brincar às Casinhas" (PT)        | Adam Bernstein  | Alexander Newman-Wise                         | 5 de agosto de 2022  |
| Apesar dos protestos de Lucienne, Morpheus concorda em ajudar Rose a localizar Jed. Durante o dia, Rose e os outros hóspedes da pousada colocam cartazes ao redor de Cape Kennedy, o que atrai a atenção do Corinthian. Naquela noite, Morpheus e Rose viajam pelos sonhos dos hóspedes, acabando por entrar nos sonhos de Jed, que Gault manipulou para proporcionar uma fuga emocional do seu tio abusivo. Morpheus repreende e castiga Gault por ter ultrapassado os seus deveres, enviando-a para a Escuridão, embora Gault afirme que desobedeceu porque acreditava que era do melhor interesse de Jed. Entretanto, Lyta aparentemente reencontra o seu falecido marido, Hector Hall, no Sonhar. Hector tenta convencer Lyta a ficar no Sonhar e ter um filho com ele. Quando Lyta acorda, está visivelmente grávida. O Corinthian localiza Jed depois de matar a assistente social ao obter a sua localização dela. Ele assassina Clarice e Barnaby e sequestra Jed para atrair Rose para a convenção de assassinos em série que está disfarçada como uma "convenção de cereais". Adaptado de The Sandman #12 ("Playing House") e #15 ("Into the Night"). |    |                                                                               |                 |                                               |                      |
| 9 | 9  | "Collectors" "Colecionadores" (BR) "Coletores" (PT)                           | Coralie Fargeat | Vanessa James Benton                          | 5 de agosto de 2022  |
| Lucienne e Matthew deduzem que a gravidez de Lyta é resultado do poder crescente de Rose, que ameaça quebrar as barreiras entre o mundo dos sonhos e o mundo real. O Corinthian liga para Rose com Jed, informando a sua localização na convenção. Rose viaja para encontrá-los, acompanhada por Gilbert, um hóspede do Hal's B&B. Lyta continua a encontrar Hector nos seus sonhos e descobre que a sua gravidez está a avançar rapidamente. Morpheus percebe danos crescentes no Mundo dos Sonhos, que Lucienne atribui a Rose. Morpheus encontra Lyta e Hector no Mundo dos Sonhos e percebe que o Vórtice permitiu que o espírito de Hector habitasse o Mundo dos Sonhos. Morpheus bane Hector para a vida após a morte e informa Lyta que seu filho ainda não nascido um dia pertencerá a ele, pois foi concebido no Mundo dos Sonhos. Rose e Gilbert chegam ao hotel e procuram Jed. Enquanto procuram, o Corinthian e Gilbert reconhecem-se, levando Gilbert a fugir para o Sonhar, onde é revelado que ele é uma personificação de Fiddler's Green. Gilbert transmite a localização do Corinthian e de Rose a Morpheus. Quando Rose encontra Jed a ser levado para uma sala por Fun Land, eles reencontram-se e fogem de Fun Land, que os encurrala até que Corinthian aparece e mata Fun Land. Adaptado de The Sandman #14 (“Collectors”). |    |                                                                               |                 |                                               |                      |
| 10 | 10 | "Lost Hearts" "Corações Perdidos" (BR/PT)                                     | Louise Hooper   | Jay Franklin                                  | 5 de agosto de 2022  |
| Morpheus interrompe o discurso do Corinthian na convenção de assassinos em série, mas o Corinthian mostra a Morpheus que o poder de Rose lhe permite defender-se contra o seu criador. Morpheus informa Rose do grande perigo que ela representa para o mundo real, levando Rose a restaurar temporariamente o Sonhar e permitindo que Morpheus destrua o Corinthian. Morpheus castiga os participantes da convenção, purificando-os de suas ilusões, permitindo que Rose e Jed saiam ilesos. Nimrod comete suicídio com um tiro e a Boa Doutora planeia entregar-se às autoridades. Naquela noite, Rose confronta Morpheus no Sonho. Rose está pronta para se sacrificar para salvar os seus amigos e irmão, mas Unity junta-se a eles no Sonhar e convence Rose a transferir o Vórtice para ela, permitindo que Morpheus acabe com a sua vida enquanto Fiddler's Green retorna à sua verdadeira forma. Morpheus percebe que Desejo engravidou Unity para passar o Vórtice para a sua descendente, numa tentativa de fazer com que Morpheus derramasse sangue da família. Morpheus confronta Desejo, alertando-os contra novos esquemas. Então Morpheus recria Gault como um sonho bom e se esforça para agir como um governante mais benevolente do Sonhar. No mundo real, Lyta dá à luz um filho e se muda com Rose, Jed e Hal de volta para Nova Jersey. Depois de ser repreendido por Lord Azazel em nome dos generais do Inferno, Lúcifer pondera vingança contra Morpheus enquanto os demónios a aplaudem. Adaptado em parte de The Sandman #14 (“Collectors”) e #16 (“Lost Hearts”). e #16 ("Lost Hearts"). |    |                                                                               |                 |                                               |                      |
| Especial |    |                                                                               |                 |                                               |                      |
| 11 | 11 | "Dream of a Thousand Cats"                                                    | Hisko Hulsing   | Catherine Smyth-McMullen                      | 19 de agosto de 2022 |
| 11 | 11 | "Calliope"                                                                    | Louise Hooper   | Catherine Smyth-McMullen                      | 19 de agosto de 2022 |
| "Dream of a Thousand Cats": Numa noite tardia nesta história animada, uma gata siamesa reúne outras gatas para contar a sua história sobre o seu encontro com Morpheus. Há muito tempo, ela conheceu um gato com quem teve uma ninhada de gatinhos mestiços. Isso desagradou os seus donos, Paul e Marion, que pegaram os gatinhos e os jogaram num rio, traumatizando a gata siamesa. Em desespero, a gata sonhou em encontrar Morpheus na forma de um grande gato preto, após encontros com um corvo caveira e o Wyvern, Griffin e Hippogriff, que guardavam a sua caverna. A gata implorou a Morpheus por uma solução. Morpheus apresentou-lhe um universo paralelo no qual os gatos eram a espécie dominante sobre os humanos, até que os humanos revidaram sonhando por sugestão de um humano rebelde de cabelos dourados, recriando a realidade e transformando os seus senhores nos gatos que a humanidade vê hoje. Ao terminar a sua história, a gata siamesa exorta os outros gatos a realizarem a mesma iluminação para que possam recuperar o seu estatuto de governantes da Terra. "Calliope": Em agosto de 2018, o escritor em dificuldades Richard Madoc visita um antigo escritor idoso chamado Erasmus Fry, que aprisionou a musa Calíope. Fry transfere a propriedade de Calíope para Madoc, que descobre que, ao violá-la, recebe inspiração. Ele faz isso mais de uma vez, apesar das suas promessas, até que se torna óbvio que nunca tenciona libertá-la. Calíope envia um pedido desesperado a Morpheus (a quem ela carinhosamente chama de Oneiros), seu ex-marido, que ela não vê desde a trágica morte de seu filho Orfeus. Morpheus fica furioso e confronta Madoc. Em agosto de 2022, com Madoc ainda mantendo Calíope em cativeiro, ela o engana para que ele, sem saber, envie uma mensagem ao recém-libertado Morpheus, que amaldiçoa Madoc com um fluxo incontrolável de ideias. Madoc logo faz com que sua aluna Nora liberte Calíope, que pede a Morpheus para retirar a maldição de Madoc. Morpheus o faz e Madoc se vê incapaz de se lembrar de Calíope, Morpheus ou qualquer uma das ideias que obteve. Calíope jura garantir que o que aconteceu com ela não aconteça com suas irmãs Musas. Ela e Morpheus se despedem com ternura, enquanto ela expressa a esperança de poder visitá-lo em seu reino para lamentar a morte de seu filho adequadamente. Adaptado de The Sandman #18 (“A Dream of a Thousand Cats”) e #17 (“Calliope”). |    |                                                                               |                 |                                               |                      |

### 2ª temporada (2025)
| Volume 1 |    | |             |                              |                     |
| 12 | 1  | "Season of Mists" "Estação das Brumas" (BR/PT)                                                                                 | Mike Barker | Allan Heinberg               | 3 de julho de 2025  |
| Sonho começa a reconstruir o Sonhar, mas é interrompido por uma convocação para participar de uma reunião familiar dos Perpétuos, onde encontra os seus irmãos, Destino, Morte, Desejo, Desespero e Delírio. Enquanto mencionam o irmão ausente que rompeu contacto com eles há séculos, Destino explica que as Parcas revelaram-lhe uma profecia enigmática que começaria a desenrolar-se com o encontro deles. Desejo irrita Sonho, lembrando-o de Nada, uma rainha humana por quem ele se apaixonou há milénios, mas condenada ao Inferno depois de ela ter terminado a relação, alegando que os Perpétuos e os mortais não podem viver juntos. Após uma conversa com a Morte, Sonho resolve salvar Nada, tornando o Sonhar seguro e conhecendo Lyta Hall e Hob Gadling, tudo para o caso de ele não voltar. Quando Sonho entra no Inferno, Lúcifer Morningstar convoca as legiões demoníacas, com a intenção de se vingar de Sonho por sua humilhação durante o confronto passado. |    | |             |                              |                     |
| 13 | 2  | "The Ruler of Hell" "Governante do Inferno" (BR) "O Senhor do Inferno" (PT)                                                    | Mike Barker | Ameni Rozsa                  | 3 de julho de 2025  |
| Ao encontrar o Inferno assustadoramente vazio ao chegar, Sonho é confrontado por Lúcifer, que, cansado de seu dever, abdicou do trono e libertou todas as almas e demônios para vagar por outros mundos. Lúcifer convence Sonho a cortar cerimoniosamente suas asas e, com isso, ele executa sua vingança, tornando Sonho o guardião do Inferno. Retornando ao Sonho, Sonho logo o encontra inundado por delegações de seres sobrenaturais que buscam o domínio sobre o Inferno, entre eles os deuses Susano-o-no-Mikoto; Odin, Thor e Loki; uma comitiva das Fadas liderada por Cluracan e Nuala, e um grupo de demônios liderados por Azazel, Choronzon e Merkin, que exigem retornar ao Inferno. Dois anjos, Remiel e Duma, descem do Céu como observadores do Criador. Sonho recebe a todos em seu palácio como convidados e oferece um banquete para observar tudo e decidir a quem dar a Chave do Inferno. Além da diversão noturna proporcionada por Caim e Abel, vários convidados se aproximam de Sonho com subornos, entre eles Azazel, que revela ter capturado a alma de Nada e está disposto a trocá-la pela Chave do Inferno. Enquanto isso, Destruição é visto pintando e escrevendo poesia, acompanhado por Barnabas, um cachorro falante, em uma ilha remota. |    | |             |                              |                     |
| 14 | 3  | "More Devils Than Vast Hell Can Hold" "Mais Demos do que Há no Inferno" (BR) "Mais Demónios do que o Inferno pode Conter" (PT) | Mike Barker | Alexander Wise               | 3 de julho de 2025  |
| No Sonhar, Nuala encontra Sonho e eles relembram o seu primeiro encontro. Na Inglaterra, em 1593, Sonho inspira William Shakespeare a escrever Sonho de uma Noite de Verão e faz com que ele o represente para o Rei Auberon, a Rainha Titânia e os seus cortesãos, numa tentativa de curar uma divisão entre o Sonhar e o Mundo das Fadas, fazendo com que a humanidade se lembre para sempre das fadas através da peça. Auberon e Titânia gostam da peça e fazem as pazes com Sonho. No presente, Sonho discute o seu dilema com Nuala e, na manhã seguinte, todos se reúnem para ouvir a sua decisão. Sonho decide finalmente devolver o domínio do Inferno ao Criador, provocando Azazel a atacá-lo. No entanto, estando no Sonhar, sua sede de poder, Sonho facilmente domina Azazel e salva Nada. Antes de sua partida, Cluracan revela que Nuala é um presente de Titânia para Sonho, e Sonho aceita relutantemente depois que a própria Nuala concorda em ficar. Sonho descobre que Loki, tentando escapar da prisão imposta pelos seus companheiros deuses, se fez passar por Susano. Sonho, em troca de uma promessa de serviços futuros, deixa Loki ir e então se aproxima de um Lúcifer aposentado e eles se separam pacificamente. Mais tarde, ele pede desculpas a Nada. Ela não aceita o pedido de desculpas e parte para o mundo real. |    | |             |                              |                     |
| 15 | 4  | "Brief Lives" "Vidas Breves" (BR/PT)                                                                                           | Mike Barker | Austin Guzman                | 3 de julho de 2025  |
| Delírio inesperadamente faz uma visita a Sonho, buscando sua ajuda para encontrar seu irmão ausente, Destruição. Relutante no início, Sonho concorda, secretamente esperando encontrar Nada na Terra em vez de seu irmão. Eles recrutam Wanda, uma mulher transgênero e funcionária do velho amigo de Sonho, para ajudá-los a rastrear os contatos de Destruição. O primeiro deles, no entanto, morre pouco antes de encontrá-lo e Sonho começa a suspeitar que uma força desconhecida os esteja impedindo de encontrar Destruição. Em seguida, eles procuram Ishtar, uma velha deusa e ex-amante de Destruição que, sem poderes e sem adoração, trabalha como dançarina de clube. Após uma discussão acalorada com Sonho, Ishtar faz uma dança hipnotizante para sua plateia, mas uma explosão repentina mata todos no clube, incluindo Ishtar e Wanda. Com a dica de Desejo, Delírio percebe que Sonho estava mentindo para ela e deixa seus irmãos furiosa. |    | |             |                              |                     |
| 16 | 5  | "The Song of Orpheus" "A Canção de Orfeu" (BR/PT)                                                                              | Mike Barker | Shadi Petosky                | 3 de julho de 2025  |
| Arrependido pela morte de Wanda, Sonho comparece ao seu funeral, onde a Morte o convence a fazer as pazes com Delírio. Sonho entra no reino de Delírio e eventualmente se reconecta com ela. Retomando sua busca para localizar Destruição, eles buscam o conselho do Destino. Ele diz a Sonho que apenas seu filho, um oráculo de sangue dos Perpétuos, pode ajudá-los. Em um flashback da Grécia, 1700 a.C., os Perpétuos comparecem ao casamento de Orfeu, filho de Sonho e Calíope. Naquela noite, no entanto, a esposa de Orfeu, Eurídice, morre de uma picada de cobra. Orfeu implora a Sonho que o ajude a resgatar Eurídice do Submundo, mas ele se recusa. Com a ajuda de Destruição, Orfeu então se aproxima da Morte e ela relutantemente o torna imortal, permitindo que ele viaje para o Submundo. Uma vez lá, Orfeu convence Hades e Perséfone a reviver Eurídice, mas então falha no teste de fé que lhe foi apresentado, deixando Eurídice morta. Contra a cautela de Calíope, o desesperado Orfeu se deixa dilacerar pelas Mênades, adoradoras assassinas de Dionísio. Ele, porém, não consegue morrer e implora a Sonho que o mate, sem sucesso. No presente, Sonho e Delírio, aflitos, partem para ver Orfeu. |    | |             |                              |                     |
| 17 | 6  | "Family Blood" "Sangue de Família" (BR/PT)                                                                                     | Mike Barker | Jim Campolongo               | 3 de julho de 2025  |
| Em um flashback de 1794, Sonho se aproxima de Lady Johanna Constantine com a missão de resgatar a cabeça viva de Orfeu da França e levá-la de volta a um templo na Grécia, onde seria guardada por sacerdotes. Caçado por Maximilien Robespierre e seus homens, Constantine obtém sucesso com a ajuda do próprio Orfeu, cuja canção incita o fim da tirania de Robespierre. Após devolver a cabeça de Orfeu ao seu templo, Constantine pede a Sonho uma chance de visitá-lo. No presente, Sonho e Delírio passam pelo túmulo dela perto do templo de Orfeu, revelando que Constantine teve uma longa vida e morreu aos 99 anos. Sonho se reúne com Orfeu e ele revela a localização de Destruição. Sonho e Delírio se aproximam de Destruição, que os recebe com alegria. Os três discutem o afastamento de Destruição de seus deveres e suas proteções contra ser considerado a causa das mortes de Wanda, Ishtar e outros. Ele alude que os mortais são capazes de grande destruição por conta própria, sem a necessidade de sua cumplicidade. Apesar do apelo de Delírio, Destruição se despede, dá um conselho a Sonho e entrega Barnabas a Delírio para lhe fazer companhia. Com isso, ele desaparece no céu. Sonho e Orfeu se reconciliam e, a pedido de Orfeu, Sonho o mata, lamentando-o em prantos. Em outro lugar, as Bondosas condenam Sonho por derramar sangue da família.                                                                    |    | |             |                              |                     |
| Volume 2 |    | |             |                              |                     |
| 18 | 7  | "Time and Night" "Tempo e Noite" (BR/PT)                                                                                       | Mike Barker | Vanessa Benton               | 24 de julho de 2025 |
| Morpheus visita as Parcas e reflete sobre suas responsabilidades e inimigos. Enquanto isso, na Terra, o Papa acolhe mulheres no sacerdócio, mas o caos é causado por Puck e Loki, que estão namorando. Morpheus busca ajuda de Loki, que se sente preso sob seu domínio. Nuala tenta incentivar Morpheus a lutar, mas ele acredita que não pode desafiar as leis. Morpheus visita seus pais, o Tempo e a Noite, em busca de ajuda, mas eles são distantes e pouco acolhedores. De volta ao Sonhar, Nuala convence os outros a se prepararem para um possível conflito, enquanto Cluracan traz notícias sobre Titânia. Morpheus apoia Nuala, mas ela se sente decepcionada por não ser valorizada ao seu lado. Em uma conversa emocional com Lucienne, Morfeu reflete sobre suas experiências familiares. Ao mesmo tempo, Rose e Lyta lidam com a ameaça de Puck, que acaba sequestrando Daniel. Os moradores do Sonhar se despedem de Nuala e Morpheus lembrando que Daniel é o futuro Rei do Sonho. |    | |             |                              |                     |
| 19 | 8  | "Fuel for the Fire" "Combustível para o Fogo" (BR) "Acha na Fogueira" (PT)                                                     | Mike Barker | Jay Franklin                 | 24 de julho de 2025 |
| A Rainha Titânia, que deseja Morpheus, ignora a missão de Nuala e observa o colar que ele deu a ela. Morpheus visita Desespero, que lamenta sua situação. Lyta culpa Morpheus pelo desaparecimento de Daniel, investigado por Puck e Loki, que contaminam a cena do crime. Morpheus decide procurar Daniel, mas Lucienne alerta que ele não pode ser ferido em seu reino. Ele recruta Johanna, oferecendo o diário de Lady Johanna. Na casa de Unity, as Parcas insinuam que Lyta conhece os sequestradores. Puck se apega a Daniel, irritando Loki. Johanna e Morpheus investigam e encontram Alex Burgess em um sono eterno. Morpheus se recusa a libertá-lo e tem um confronto com Lyta, que o expulsa. Puck foge com Daniel, afirmando que ele não é um peão para o jogo de Loki. Morpheus visita Hob e decide libertar Alex. Puck quase devolve Daniel a Lyta, mas Morpheus o impede, sugerindo que ele perdoe Loki. Loki, disfarçado de Morpheus, queima Daniel e informa Lyta sobre sua morte. No Sonhar, Morpheus cria uma nova versão do Corinthian, desperta-o e ignora as preocupações de Lucienne e Matthew. |    | |             |                              |                     |
| 20 | 9  | "The Kindly Ones" "As Bondosas" (BR) "Benevolentes" (PT)                                                                       | Mike Barker | Greg Goetz                   | 24 de julho de 2025 |
| A Sra. Shore interroga Loki sobre a morte de Daniel na rua, mas Lyta os manda embora ao ficar arrasada pela morte do filho, enquanto Hettie a observa. Morpheus, preso em seu reino, busca propósito e é incentivado por Lucienne a resolver pendências. Nuala, frustrada, é pressionada por Cluracan a jogar os jogos de Titânia. A Sra. Shore tenta seguir Loki, que a manipula e a queima viva quando ela exige respostas. Morpheus, ao encontrar Gilbert, é lembrado de que não matou Orfeu, mas sacrificou sua vida por ele. Corinthian se diverte com cachorros, surpreendendo Johanna. Acidentalmente, Johanna invoca Odin durante a busca por Loki. Puck descobre que Daniel está vivo, mas sua humanidade foi consumida, e se afasta de Loki. Corinthian e Johana encontram o corpo da Sra. Shore e pelos olhos dela a dupla chega ao hotel de Loki. Os dois encontram Puck esperando Loki no bar e ele os entrega um cartão-chave. Loki é capturado por Odin e Thor, e Corinthian e Johanna recuperam Daniel. Delírio convence Morpheus a ajudá-la encontrar Barnabás, e ele dá Goldie para sua missão. Hettie leva Lyta às Parcas, que ajudam Lyta a se vingar de Morpheus. Nuala confronta Titânia por seu colar e acaba entregando-o em troca de uma visita a Morpheus. Titânia convoca Morpheus, que fica furioso com a traição. No final, Lyta, sob a influência das Parcas, mata Gilbert, enquanto o Fiddler’s Green começa a desintegrar. |    | |             |                              |                     |
| 21 | 10 | "Long Live the King" "Vida Longa ao Rei" (BR/PT)                                                                               | Mike Barker | Marina Marlens               | 24 de julho de 2025 |
| Lyta mata Abel e Mervyn atira nas quatro mulheres, mas acaba morrendo também. Corinthian, Daniel, Cain e Lucienne se escondem na sala do trono. Morpheus, preso no Reino das Fadas, é trazido de volta ao Sonhar por Nuala, que usa sua dádiva. Ele salva os porteiros e reúne Lyta com Daniel, mas as Parcas a convencem de que ela não é mais humana. Morpheus temporariamente a liberta do transe, mas ela ainda está presa no Sonhar. Ele decide matar Lyta, mas Hettie a protege, argumentando que ele não é um assassino. Nuala pede a Cluracan para remover seu glamour e vai ao Sonhar. Goldie e Delírio procuram Barnabás, com Goldie se disfarçando de balão. Morpheus se despede de seus súditos e envia Matthew para buscar a Morte. Titânia dá uma espada a Nuala, incentivando-a a se unir a Morpheus. A Morte chega e Morpheus revela que deseja pagar por seu filho e se sacrifica. Nuala retira Lyta do Sonhar, criando uma conexão com a Morte. O reino do Sonhar se recupera, mostrando Daniel adulto como o novo Sonho. |    | |             |                              |                     |
| 22 | 11 | "A Tale of Graceful Ends" "Um Conto com Finais Graciosos" (BR/PT)                                                              | Mike Barker | Allan Heinberg               | 24 de julho de 2025 |
| Caim pede a ajuda de Daniel para ressuscitar Abel, que é trazido de volta. Lucienne sugere um mentor substituto para Daniel, que se sente perdido após a morte de Morpheus. Durante o funeral, Hob e Lucienne têm dificuldade em aceitar a perda. Corinthian se aproxima de Johanna, mas ela prefere falar sobre Morpheus. Rose entra em pânico ao ver Corinthian, enquanto Nuala teme ser obrigada a retornar ao seu reino. Daniel tenta reconstruir Merv e Gilbert em busca de orientação. Os Perpétuos chegam ao funeral de Morpheus e cada um faz um discurso sobre ele. Destruição visita Daniel em segredo, oferecendo conselhos sobre seu novo papel. O funeral é interrompido por Lyta, que procura Daniel. A Morte sugere que contem histórias para manter a memória de Morpheus viva. Inspirada, Johanna busca Corinthian e eles se beijam. Nuala e Matthew decidem seguir Lucienne, mas são interrompidos por Rose, que informa sobre o desaparecimento de Lyta. Lyta encontra Daniel, e eles concordam em se apoiar mutuamente, decidindo se encontrar em sonhos. Lucienne se junta a Daniel como Primeira-Ministra do Sonhar. Hob e Daniel relembram Morpheus e seus legados. Daniel, enfim, conhece os outros Perpétuos em um jantar de família. Após os créditos, o episódio termina com as Parcas discutindo a inevitabilidade do destino e a natureza mutável da existência, enfatizando que nada é permanente.                           |    | |             |                              |                     |
| Especial |    | |             |                              |                     |
| 23 | 12 | "Death: The High Cost of Living" "Morte: O Alto Preço da Vida" (BR/PT)                                                         | Mike Barker | Neil Gaiman & Allan Heinberg | 31 de julho de 2025 |
| Sexton Furnival, um jornalista que planeja se suicidar, é "forçado" a sair de sua casa por uma tarde para que sua amiga Billie possa ficar com a namorada. Em um lixão, ele é interrompido pela Morte de se matar, pois ela está em seu único dia de folga a cada cem anos. Sexton, inicialmente cético, acaba sendo atraído por Morte, que se apresenta de forma vibrante e positiva. Hattie encontra os dois e pede para que a Morte encontre sua alma perdida e ameaça matar Saxton caso ela não a encontre. Apesar disso, Morte e Saxton vão a uma boate onde as amigas de Sexton estão, mas a situação se complica quando o proprietário da boate, Theo, tenta forçar Morte a ressuscitar sua namorada falecida. Morte explica que não pode trazer os mortos de volta, e, após serem ameaçados por Theo, eles conseguem escapar da boate. O tempo de Sexton com a Morte termina ao amanhecer, e antes de retornar às suas funções de forma súbita, a Morte compra um colar onde está a alma de Hattie escondida. Por fim, a Morte morre deixando Sexton chocado e triste. Em casa, Saxton decide sair com a amiga de Billie, Jackie, permitindo-se continuar vivendo. |    | |             |                              |                     |

## Produção

### Desenvolvimento

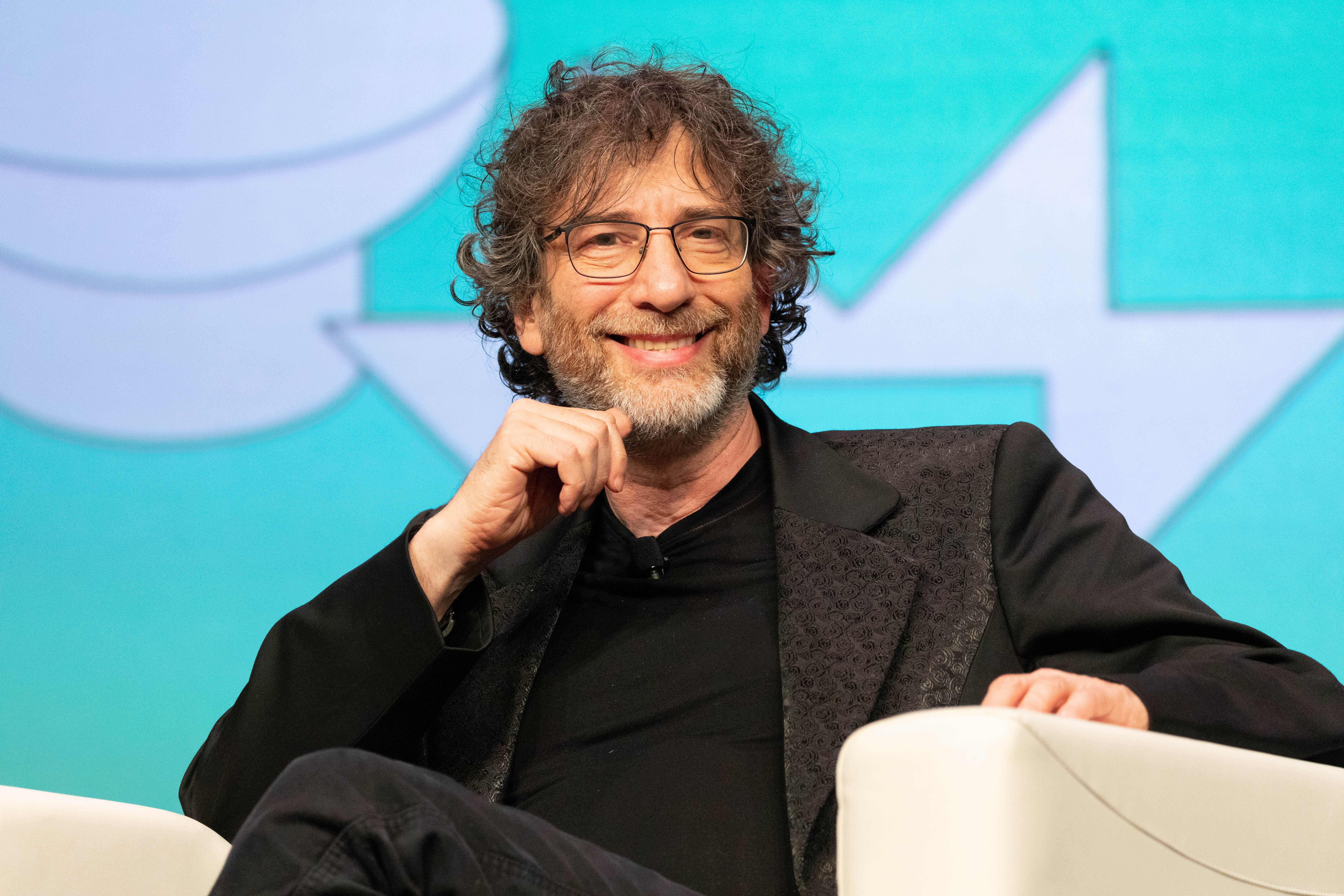
Neil Gaiman, um dos criadores dos quadrinhos The Sandman, em 2019. Por anos, Gaiman foi consultado para possíveis adaptações de sua obra, tornando-se, por fim, um dos produtores executivos da série de televisão da Netflix.

#### Como um filme
As tentativas de adaptar The Sandman, uma história em quadrinhos norte-americana escrita por Neil Gaiman e publicada pela DC Comics de 1989 a 1996, ficaram presas nas etapas desenvolvimento desde os anos 1990. O Inquisitr escreveu que "a natureza de Sandman como uma HQ foi uma experiência muito única e transformadora para muitos, e isso tornou muito difícil e desafiador traduzi-la para as telas pequenas e grandes." Gaiman foi abordado pela primeira vez sobre uma adaptação para o cinema pela executiva da Warner Bros., Lisa Henson, em 1991, proposta pela qual ele demonstrou apreensão e posteriormente recusou. O desenvolvimento de uma adaptação cinematográfica começou em 1996, com Roger Avary ligado à direção e Ted Elliot e Terry Rossio escrevendo o roteiro. O roteiro de Elliot e Rossio combinava os dois primeiros arcos de Sandman, Prelúdios e Noturnos e A Casa das Bonecas, em uma única história, misturando também elementos de live-action e animação, citando Alice (1988), de Jan Švankmajer, como inspiração. Gaiman gostou do roteiro, mas Avary foi demitido porque os executivos do estúdio não gostaram de sua proposta, além de haver conflitos criativos com o produtor executivo Jon Peters. Após isso, Peters continuou a desenvolver sua versão do filme. William Farmer escreveu um roteiro para ele em 1998, o qual Gaiman desaprovou, chamando-o de "não apenas o pior roteiro de Sandman que já vi, mas facilmente o pior roteiro que já li". Ele queria sabotar a adaptação e vazou o roteiro para o Ain't It Cool News, resultando na não continuação do projeto, já que Peters passou a focar em Wild Wild West (1999). O roteiro apresentava diferenças radicais em relação ao material original, como transformar Sonho em um vilão e torná-lo trigêmeo de Lucifer Morningstar e Corinthian.
Após ler o roteiro de Farmer, Gaiman passou a duvidar que The Sandman algum dia fosse adaptado para o cinema. Na San Diego Comic-Con (SDCC) de 2007, ele comentou que preferia "ver nenhum filme de Sandman sendo feito a ver um filme ruim de Sandman", mas acrescentou que ele "[sentia] que o tempo para um filme de Sandman está chegando. Precisamos de alguém que tenha a mesma obsessão pelo material original que Peter Jackson teve com O Senhor dos Anéis ou Sam Raimi teve com Homem-Aranha." Ele disse que poderia ver Terry Gilliam dirigindo a adaptação: "Eu sempre daria qualquer coisa ao Terry Gilliam, para sempre, então se Terry Gilliam algum dia quiser fazer Sandman, então, no que me diz respeito, Terry Gilliam deve fazer Sandman." Em 2013, a presidente da DC Entertainment, Diane Nelson, disse que um filme de Sandman era um projeto que ela considerava prioritário, vendo nele um potencial tão rico quanto o do universo de Harry Potter.
David S. Goyer apresentou um projeto de adaptação de Sandman à Warner Bros. em 2013 e, em fevereiro de 2014, estava definido para produzir o filme ao lado de Joseph Gordon-Levitt e Gaiman, com Jack Thorne escrevendo. A Warner Bros. planejava que Gordon-Levitt estrelasse e possivelmente dirigisse. O filme seria produzido pela New Line Cinema como parte de uma série de filmes baseados em propriedades publicadas sob o selo Vertigo da DC, separada do DC Extended Universe. Eric Heisserer foi contratado para reescrever o roteiro do filme em março de 2016; logo após, Gordon-Levitt saiu do projeto devido a divergências com a New Line Cinema sobre a direção criativa do filme. Em novembro seguinte, Heisserer entregou seu rascunho, mas deixou o projeto, afirmando que a obra deveria ser uma série da HBO em vez de um filme: "Eu... cheguei à conclusão de que a melhor versão dessa obra existe como uma série da HBO ou uma minissérie, não como um longa-metragem, nem mesmo como uma trilogia. A estrutura do filme realmente não combina com isso."

#### Transição para a televisão
Devido ao prolongado período de desenvolvimento do filme, em 2010 a DC Entertainment mudou o foco para o desenvolvimento de uma adaptação televisiva. O diretor de cinema James Mangold apresentou um conceito de série à HBO enquanto consultava Gaiman de maneira não oficial, mas a proposta não se concretizou devido a uma "disputa política de bastidores na Warner Bros.". Em setembro de 2010, a Warner Bros. Television estava licenciando os direitos para produzir uma série de TV, e o criador de Supernatural, Eric Kripke, era o candidato preferido para adaptar a saga. Gaiman revelou mais tarde que desaprovava a visão de Kripke e rejeitou sua proposta. Subsequentemente, Kripke afirmou que o projeto não iria adiante, mas o então Diretor Criativo (CCO) da DC Comics, Geoff Johns, revelou que a série ainda estava em desenvolvimento com o envolvimento de Gaiman.

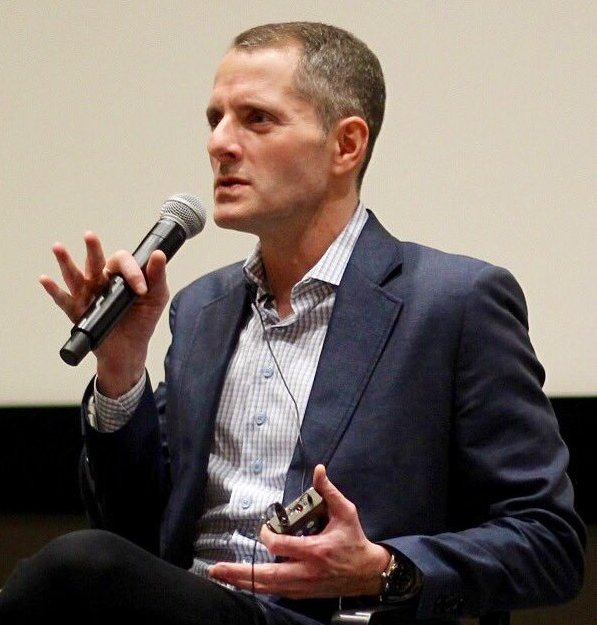
Allan Heinberg, roteirista e showrunner da série, em 2017.

Por volta de 2018, Gaiman estava trabalhando na adaptação televisiva de Good Omens, baseada no romance homônimo que ele escreveu com Terry Pratchett, quando Goyer o abordou novamente sobre uma adaptação televisiva de The Sandman. Naquele momento, Goyer já havia escrito diversos roteiros de sucesso, incluindo os da trilogia do The Dark Knight. Goyer conectou Gaiman ao roteirista Allan Heinberg, fã do trabalho de Gaiman. O contrato de Heinberg com a ABC Studios estava terminando, permitindo que seu agente marcasse uma reunião com a Warner Bros. Eventualmente, Goyer ligou para ele, pedindo que se envolvesse no projeto. Inicialmente, Heinberg recusou a oferta, passando as duas primeiras semanas relendo os quadrinhos de Sandman e considerando-os "infilmáveis", além de estar receoso de que o projeto fracassasse. Goyer conseguiu convencê-lo, dizendo que planejava adaptar os quadrinhos como uma série e assegurando que Gaiman colaboraria com ele. Heinberg acabou se tornando o showrunner e produtor executivo. Os três eventualmente se reuniram para um jantar em Los Angeles para discutir a série e começaram a apresentá-la a estúdios três dias depois, com Heinberg já tendo assinado contrato com a Warner Bros.
Em junho de 2019, a Netflix assinou um acordo com a Warner Bros. para produzir a série e encomendou onze episódios, sendo os dez primeiros lançados inicialmente juntos, e o décimo primeiro como um episódio bônus. De acordo com o The Hollywood Reporter, a Warner Bros. apresentou a série a diversas emissoras — incluindo a HBO, que recusou seguir adiante devido ao seu enorme orçamento. A Netflix "arrematou o projeto" como parte de seus esforços para adquirir grandes propriedades intelectuais e atrair assinantes. A série foi desenvolvida por Gaiman, Goyer e Allan Heinberg, que também atuam como produtores executivos. Gaiman afirmou que estaria mais envolvido do que esteve na adaptação televisiva de American Gods (2017–2021) mas menos do que em Good Omens.

### Escrita
A equipe criativa buscou adaptar fielmente o material original, começando com a primeira temporada adaptando Prelúdios & Noturnos, A Casa das Bonecas, e os dois primeiros volumes de Terra dos Sonhos.
Os criadores fizeram mudanças narrativas significativas em relação ao material original com a aprovação de Gaiman e também receberam seu feedback durante a criação dos cenários. Heinberg comentou: "Tudo passa pelos olhos do Neil e recebe o feedback dele". A equipe se inspirou na arte dos quadrinhos, com os adereços e cenários sendo criados para se manterem fiéis aos quadrinhos. A série apresenta mudanças feitas com a intenção de modernizar o material original para o público contemporâneo. Por exemplo, a trama começa em 2021 em vez de 1989, e Sonho agora está aprisionado há 105 anos, em vez de 75. Outros personagens também foram atualizados, com a equipe se perguntando: "... se estivéssemos criando esse personagem hoje, qual seria seu gênero? ... quem ele seria? O que estaria fazendo?". Os balões de fala de Morpheus nos quadrinhos são pretos com letras brancas, e a equipe optou por integrar esse conceito à série. Assim, os diálogos de Morpheus foram meticulosamente escritos, com Gaiman afirmando que isso era "o que mais o obcecava", revisando constantemente os roteiros para garantir sua satisfação com o resultado.
As mudanças incluíram expandir o papel do Corinthian para que fosse o Big Bad da primeira temporada, alterar vários personagens e tramas, e remover referências a outros personagens da DC Comics, como Caçador de Marte e Senhor Milagre. John Dee não foi retratado como o Doutor Destino, e John Constantine foi reimaginado como uma personagem feminina, Joanna Constantine. Gaiman optou por remover referências ao Universo DC à medida que a série Sandman se afastava dos vínculos iniciais com esse universo, para evitar possíveis implicações de que a série estivesse conectada a outras adaptações da DC Comics no futuro. O papel de Matthew também foi expandido na série, para que Morpheus tivesse alguém com quem compartilhar seus pensamentos — que nos quadrinhos eram apresentados como balões de pensamento, algo impraticável em live-action. Ao reler os quadrinhos, Gaiman sentiu que "de certo modo já havia feito todo o trabalho", pois achava que os quadrinhos "estavam um pouco à frente de seu tempo", com Heinberg acrescentando: "Os quadrinhos de Sandman estavam muito à frente de todos no fim dos anos 80 no que diz respeito à representação de mulheres, raça, sexualidade e gênero", embora reconheça que mudanças foram feitas para a série.
Goyer, Heinberg e Gaiman se reuniram na casa de Gaiman para discutir a primeira temporada, onde desenvolveram a história do primeiro episódio em dois dias. Eles frequentemente discutiam: "Por que é essencial contarmos a história de The Sandman agora?", com Heinberg afirmando que a resposta "orientou cada decisão criativa desde então: The Sandman é uma exploração do que significa ser humano. Ser mortal e, portanto, vulnerável. Capaz de ser ferido, mas também de amar e ser amado. The Sandman é a história de um rei honrado e arrogante que, lentamente — muito lentamente — aprende a amar. A ser um amigo amoroso, um irmão amoroso, um pai amoroso." Goyer resumiu a série como "uma história sobre um deus que, ao longo da trama, abandona sua divindade, torna-se mortal e aprende o que significa ser mortal... É uma história sobre uma família extremamente disfuncional. Os Perpétuos, embora sejam seres divinos, têm suas rixas mesquinhas. Alguns se odeiam. Outros se amam. Só que, quando brigam, mundos e universos inteiros sofrem as consequências", e chamou a obra de um melodrama. Ele optou por incluir os episódios independentes da série nos quais Morpheus não aparece, por considerar que "essa é uma das coisas maravilhosas em Sandman", pois embora tais episódios não envolvam diretamente Morpheus, fazem parte do mundo da obra. Ele acrescentou que Morpheus às vezes é protagonista e às vezes um catalisador para os eventos da série. Goyer descreveu Morpheus como um personagem que "se importa com a humanidade de forma abstrata, mas não de forma específica". Gaiman também achou que a epidemia de Sono Mortal retratada na série era "incrivelmente apropriada" por conter "momentos incrivelmente oníricos, já que filmávamos durante uma pandemia".
A escrita de uma potencial segunda temporada já havia começado em agosto de 2022. A Netflix confirmou que havia renovado a série para uma segunda temporada em 2 de novembro de 2022, após rumores mais cedo naquele dia vindos da DC Comics e de Gaiman de que a série havia sido renovada. Em 31 de janeiro de 2025, foi anunciado que a segunda temporada seria a última da série.

### Seleção de elenco
Em setembro de 2020, Tom Sturridge entrou em negociações para interpretar Dream, após o teste de tela ao lado de Tom York e Colin Morgan, enquanto Liam Hemsworth e Dacre Montgomery estavam sob consideração para o papel do Corinthian. As notícias sobre o elenco foram mantidas em segredo e não foram divulgadas publicamente quando a primeira temporada começou a ser filmada. Foi revelado que Taron Egerton havia se juntado à série em janeiro de 2021; Egerton havia anteriormente dublado John Constantine na adaptação Audible Sandman.
Em janeiro de 2021, Sturridge, Gwendoline Christie, Vivienne Acheampong, Boyd Holbrook, Charles Dance, Asim Chaudhry e Sanjeev Bhaskar foram anunciados para estrelar a série. Em maio de 2021, Kirby Howell-Baptiste, Mason Alexander Park, Donna Preston, Jenna Coleman, Niamh Walsh, Joely Richardson, David Thewlis, Kyo Ra, Stephen Fry, Razane Jammal, Sandra James Young e Oswalt foram adicionados ao elenco. Mehrul Bari, do The Daily Star, considerou que, embora a reação negativa ao anúncio do elenco fosse claramente "enraizada em fobias flagrantes", algumas das escolhas de elenco pareciam ser casos de "stunt casting", perpetuando o tokenismo em produções da Netflix e em adaptações de histórias em quadrinhos. Por exemplo, Bari observou que, com exceção de Morte, o restante dos Perpétuos, incluindo Sonho, ainda era interpretado por atores brancos. Gaiman rejeitou as críticas dos fãs e defendeu tanto a escalação de Baptiste como Death quanto a de Park como Desire, sendo este último representado como andrógeno nos quadrinhos.
Em maio de 2024, foi anunciado que Adrian Lester, Esmé Creed-Miles e Barry Sloane interpretarão, respectivamente, os papéis de Destiny, Delirium e Destruction na segunda temporada da série. Em julho de 2024, foi noticiado que Ruairi O'Connor, Freddie Fox, Clive Russell, Laurence O'Fuarain, Ann Skelly, Douglas Booth, Jack Gleeson, Indya Moore e Steve Coogan foram escalados, respectivamente, para os papéis de Orpheus, Loki, Odin, Thor, Nuala, Cluracan, Puck, Wanda e Barnabas na segunda temporada.

### Filmagens
A série estava inicialmente prevista para começar as filmagens no final de maio de 2020, mas foi adiada devido à pandemia de COVID-19. Em setembro de 2020, Gaiman revelou em seu Twitter que as filmagens estavam previstas para começar em outubro, "se o lockdown permitisse". As filmagens principais começaram em 15 de outubro de 2020. Devido à pandemia de COVID-19, as filmagens da primeira temporada foram limitadas ao Reino Unido. Holbrook começou a gravar suas cenas em dezembro de 2020. A produção da primeira temporada estava prevista para durar até junho de 2021. Em agosto de 2021, Gaiman revelou em sua conta no Tumblr que a primeira temporada havia encerrado as filmagens.
As filmagens da primeira temporada ocorreram na Grande Londres, Surrey, Watford, Poole e Sussex. Como a equipe de produção estava limitada a filmar no Reino Unido, as cenas ambientadas em Nova Iorque foram filmadas em Canary Wharf. Locais de filmagem em Surrey incluíram os Shepperton Studios e a Catedral de Guildford. Hankley Common foi escolhido como local para representar o Inferno. Outros locais de destaque incluíram os Warner Bros. Studios em Leavesden, a praia de Sandbanks localizada em Poole e a cidade de Petworth.
As filmagens da segunda temporada começaram em 23 de junho de 2023, nos Shepperton Studios, antes de serem suspensas em julho devido à Greve da SAG-AFTRA de 2023. Em 30 de novembro de 2023, Gaiman confirmou que a produção havia sido retomada. As filmagens da segunda temporada foram encerradas em agosto de 2024.

### Pós-produção
O artista responsável pelas capas da série em quadrinhos, Dave McKean, saiu da aposentadoria para criar as sequências de créditos finais de cada episódio.

### Efeitos visuais

Um dos pôsteres promocionais da série. Os efeitos visuais deste pôster apresentam duplicação de imagens ou bordas esfumaçadas que podem simular a percepção fluida dos sonhos, onde as formas não são fixas.

Para alcançar os diversos efeitos visuais da série, os estúdios One of Us e Untold Studios foram contratados para fornecer tomadas de VFX nos 11 primeiros episódios. A One of Us foi responsável por efeitos visuais em várias cenas, incluindo a sequência do teto da sala da torre em que "as paredes de pedra se desfazem como um tecido da realidade", o cenário da sala vermelha de Desejo e os efeitos visuais do Coríntio. A Untold Studios cuidou dos efeitos em diversas sequências, como a cena em que Morpheus é engolido pelo Inferno, a transformação de Stephen Fry em uma floresta como o Campo do Violinista, e os gatos animados do episódio bônus, A Dream of a Thousand Cats. O supervisor de VFX, James Hattsmith, disse que a equipe de efeitos visuais abordou o material de origem com o objetivo de "trazê-lo para o mundo 'real' enquanto equilibrava a sensação de fantasia com a manutenção da tangibilidade". Outras empresas envolvidas na criação dos 2.900 efeitos visuais da série incluíram Framestore, Industrial Light and Magic (ILM), Important Looking Pirates, Rodeo FX, Union FX e Chicken Bone VFX. 
A Framestore criou os visuais do corvo Matthew, que exigiram um intricado sistema de penas, marionetes e corvos reais para gerar um resultado realista. 
A Rodeo FX produziu conceitos visuais para o palácio de Morpheus, inspirando-se em várias esculturas do mundo. A equipe da Rodeo FX concebeu a ruína do palácio como uma representação do inconsciente coletivo e, portanto, o palácio "refletia um amplo contexto cultural". Para a entrada em O Sonhar, o Portão do Chifre foi moldado pelo designer de produção Jon Gary Steele em uma pequena seção de 6 x 7,5 metros, usada para ampliar digitalmente um portão de 90 metros de largura por 90 metros de altura. O Subterrâneo onde Morpheus é aprisionado foi construído como um set com fosso, efeitos de fumaça e vento, barras de chama e velas autoinflamáveis. Para criar o Palácio de Lúcifer, a equipe de VFX se preocupou com as ideias pré-concebidas dos espectadores sobre como ele deveria ser e começou usando o Google Imagens para pesquisar representações anteriores. O design final utilizou uma combinação de arquitetura tradicional e imagens fotorrealistas extraídas dos quadrinhos.

## Lançamento
A primeira temporada foi lançada em 5 de agosto de 2022, e consiste em dez episódios. Um décimo primeiro episódio foi lançado em 19 de agosto como uma "coleção de histórias em duas partes". A primeira temporada foi lançada em Ultra HD Blu-ray, Blu-ray e DVD em novembro de 2023.
A segunda e última temporada foi lançada em duas partes. A primeira parte, composta por seis episódios, estreou em 3 de julho de 2025, enquanto a segunda parte, com cinco episódios, estreou em 24 de julho. Um episódio bônus está previsto para ser lançado em 31 de julho.

### Marketing
Gaiman, Heinberg e o elenco promoveram a série na San Diego Comic-Con em julho de 2022, onde um trailer oficial foi exibido. Charles Pulliam-Moore, do The Verge, considerou que o trailer confirmava que a série manteria o "foco no macabro" presente nos quadrinhos e apresentava "uma noção de escala... que esperamos se manter consistente ao longo da série".

## Recepção

### Audiência
The Sandman alcançou o primeiro lugar globalmente no Top 10 da Netflix três dias após seu lançamento, com 69,5 milhões de horas assistidas.
Na sua primeira semana completa de exibição, The Sandman permaneceu como a série mais assistida na lista semanal dos 10 programas mais vistos da Netflix, com 127,5 milhões de horas assistidas entre os dias 8 e 14 de agosto. The Sandman continuou como a série de língua inglesa mais assistida na Netflix pela terceira semana consecutiva, entre 15 e 21 de agosto. A série havia sido assistida por mais de 393,14 milhões de horas no total até 18 de setembro. A produção foi a oitava série de língua inglesa mais assistida da Netflix em 2022, permanecendo por 7 semanas no Top 10 global da plataforma.

### Resposta da crítica
| Temporada | Rotten Tomatoes       | Metacritic          |
| --------- | --------------------- | ------------------- |
| 1         | 88% (123 comentários) | 65 (40 comentários) |
| 2         | 74% (28 comentários)  | 61 (12 comentários) |

No Rotten Tomatoes, a série detém uma taxa de aprovação de 87% com base em 103 críticas, com uma média de 7,7/10. O consenso crítico do site diz: "Mesmo que a narrativa pareça um pouco dispersa, The Sandman está triunfantemente à altura do seu material de origem, com visuais arrebatadores, uma fidelidade impressionante e performances de destaque – particularmente de Tom Sturridge – que sopram vida nos sonhos." No Metacritic, que usa uma média ponderada, a série tem uma pontuação de 66 de 100, baseada em 31 críticas, indicando "avaliações geralmente favoráveis".
David Opie, da Digital Spy, deu uma crítica positiva à série, afirmando que The Sandman é "uma adaptação visualmente impressionante e emocionalmente ressonante, que faz justiça ao legado de Neil Gaiman". Ele elogiou o elenco, destacando as performances de Tom Sturridge como Sonho e Gwendoline Christie como Lúcifer. Brian Tallerico, da RogerEbert.com, também elogiou a série, escrevendo: "Em um tempo de adaptações esquecíveis e superficiais, The Sandman é uma obra que respeita sua fonte com profundidade e beleza." Entretanto, nem todas as críticas foram inteiramente positivas. Lucy Mangan, do The Guardian, deu três de cinco estrelas, dizendo que a série era "magnífica em conceito, mas frequentemente estagnada em execução", embora tenha reconhecido os méritos visuais e o trabalho de atuação.
Amelia Emberwing, do IGN, deu uma nota 9 de 10, elogiando as atuações do elenco, especialmente a de Sturridge. Ela também elogiou os valores de produção da série e considerou que a adaptação do material de origem foi bem executada. Rebecca Nicholson, do The Guardian, deu quatro de cinco estrelas e descreveu a série como "transportadora, por vezes lúdica e certamente grandiosa". Ela também elogiou as atuações, a entrega dos diálogos e a fidelidade ao material original, destacando o episódio "24/7" como um dos melhores do ano. Ambas, Emberwing e Nicholson, questionaram o quanto os fãs não familiarizados com o material de origem iriam aproveitar a série.
Judy Berman, da Time, também fez uma crítica positiva, elogiando o design de produção e o elenco, além de destacar os episódios independentes. Ela chamou a série de "facilmente uma das melhores adaptações de quadrinhos para a televisão já feitas". De forma semelhante, Glen Weldon, da NPR, também elogiou a série, destacando sua fidelidade ao material original e afirmando que as mudanças feitas melhoraram a narrativa: "as mudanças introduzidas na adaptação oferecem variações instigantes sobre temas já conhecidos, sem apagar o que amamos". Ele também elogiou os visuais e as atuações, especialmente a de Sturridge, dizendo que ele "captura os aspectos conflitantes de Morpheus que fervilham sob sua superfície impassível — sua altivez, sua vulnerabilidade ferida; sua rigidez, seu desejo de conexão. E também sua raiva frágil, sua capacidade de — quase, não exatamente, mas quase — rir de si mesmo".
A segunda temporada tem uma aprovação de 79% no Rotten Tomatoes, com base em 28 críticas. O consenso crítico do site afirma: "A segunda temporada de The Sandman por vezes divaga como um sonho meio esquecido, mas a atuação etérea de Tom Sturridge continua a dar peso a essa fantasia." No Metacritic, a temporada tem uma média ponderada de 61 de 100, com base em 12 críticas, indicando "avaliações geralmente favoráveis".

### Indicações à prêmios
| Prêmio                                  | Data da cerimônia       | Categoria                                                   | Indicado(s)              | Resultado | Ref.    |
| --------------------------------------- | ----------------------- | ----------------------------------------------------------- | ------------------------ | --------- | ------- |
| Annie Awards                            | 25 de fevereiro de 2023 | Melhor Produção Especial de Animação                        | The Sandman              | Indicada  | [ 98 ]  |
| Astra Creative Arts TV Awards           | 4 de janeiro de 2024    | Melhor Atriz Convidada em Série Dramática                   | Gwendoline Christie      | Indicada  | [ 99 ]  |
| British Academy Television Craft Awards | 23 de abril de 2023     | Melhores Efeitos Visuais Especiais                          | Industrial Light & Magic | Indicada  | [ 100 ] |
| GLAAD Media Award                       | 30 de março de 2023     | Melhor Nova Série de TV                                     | The Sandman              | Indicada  | [ 101 ] |
| Nebula Awards                           | 14 de maio de 2023      | Prêmio Ray Bradbury Nebula de Melhor Apresentação Dramática | The Sandman              | Indicada  | [ 102 ] |
| Saturn Awards                           | 25 de outubro de 2022   | Melhor Série de Televisão de Super-Heróis                   | The Sandman              | Indicada  | [ 103 ] |

## Universo expandido

### Dead Boy Detectives
Em setembro de 2021, um episódio piloto foi encomendado pela HBO Max para uma série de TV baseada nos quadrinhos Dead Boy Detectives de Gaiman. A série foi aprovada em abril de 2022. Dead Boy Detectives foi transferida para a Netflix em fevereiro de 2023. Em abril de 2023, Gaiman confirmou que a série se passaria na mesma continuidade de The Sandman, com Kirby reprisando seu papel como Morte no episódio de estreia da série. Em 25 de abril de 2024, a série foi lançada na Netflix e recebeu uma recepção positiva. Em agosto de 2024, a série foi cancelada após uma temporada.

### Derivado potencial
Em outubro de 2022, a atriz de Johanna Constantine, Jenna Coleman, confirmou que ela, Neil Gaiman e Allan Heinberg discutiram um possível spin-off solo de The Sandman centrado em sua personagem, afirmando que era uma "boa ideia" que eles estavam "realmente apoiando".